# アントニオ・バッジーニ

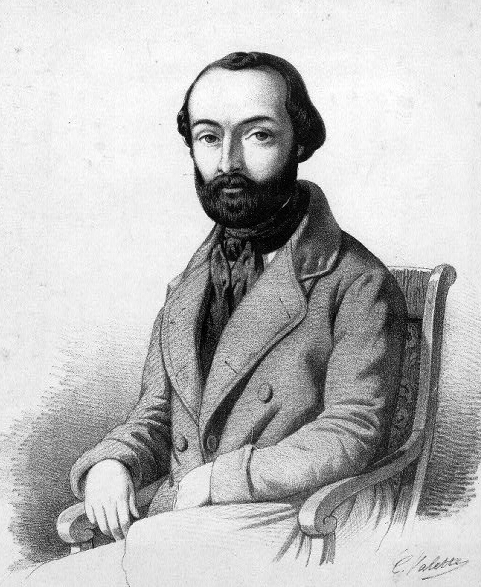
アントニオ・バッジーニ

アントニオ・バッジーニ（Antonio Bazzini、1818年3月11日ブレシア - 1897年2月10日ミラノ）はイタリアのヴァイオリニスト、作曲家にしてヴァイオリン教師。少年時代にパガニーニの超絶技巧に接して影響を受けた。
晩年はミラノ音楽院でカタラーニ、マスカーニ、プッチーニなどを教えた。
超絶技巧の作品として知られる『妖精の踊り』のほか、2作のオペラ（『トゥーランドット』と『フランチェスカ・ダ・リミニ』）、6曲の弦楽四重奏曲と弦楽六重奏曲を残している。

## 作品
- 交響詩 《フランチェスカ・ダ・リミニ》 Op. 77 (ベルリン、1889/90年)
- 弦楽四重奏曲 第1番 ハ長調 WoO (1864年)
- 弦楽四重奏曲 第2番 ニ短調 Op.75 (1877年)
- 弦楽四重奏曲 第3番 変ホ長調 Op.76 (1878年)
- 弦楽四重奏曲 第4番 ト長調 Op.79 (1888年)
- 弦楽四重奏曲 第5番 ハ短調 Op.80 (1891年)
- 弦楽四重奏曲 第6番 ヘ長調 Op.82 (1892年)
- 弦楽五重奏曲 イ長調 WoO (1866年、チェロ2)
- ヴァイオリンとピアノのための幻想的スケルツォ 《妖精の踊り (バッジーニ)》 Op.25 （1852年）